# Strój dobrzyński

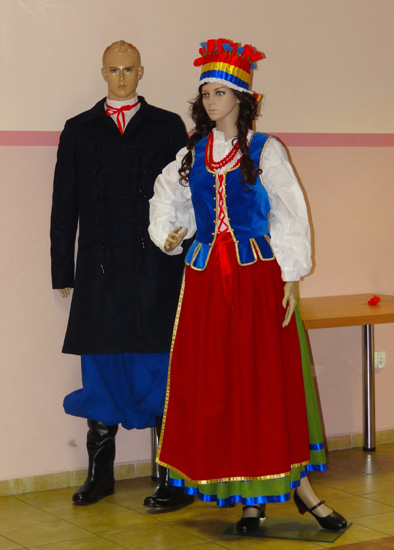
Prezentacja zrekonstruowanego stroju ziemi dobrzyńskiej w Świetlicy Wiejskiej w Sosnowie.

Strój dobrzyński – strój ludowy noszony na terenie ziemi dobrzyńskiej. W tradycji ludowej strój rozkwitł w latach 70. XIX wieku i zanikł dość wcześnie w wyniku wymieszania się kultury ludowej z kulturą miejską. Do czasów współczesnych nie przetrwały żadne części stroju ludowego ziemi dobrzyńskiej, aczkolwiek zachowały się ich opisy w monografii etnograficznej Lud Oskara Kolberga. Wiadomo, że strój kobiecy swoją kolorystyką przypominał strój kujawski, zaś męski – strój chełmiński.

## Wygląd

### Strój kobiecy
Strój kobiecy składał się z koszuli z białego płótna, halki, kaftana wykonanego z sukna, batystowej kryzy, fartuszka i spódnicy, która mogła mieć różne barwy: beżową, zieloną, niebieską, pomarańczową czy bordową. Szyję zdobiły często czerwone korale. Noszono także gorset, białe pończochy, a na nogach skórzane trzewiki. Na zwinięty warkocz wkładano toczek.

### Strój męski
Mężczyźni nosili granatowe sukmany i płaszcze z granatowego sukna, opończę lub kożuch zimą. Na koszulę zakładali spencer granatowy, ozdobiony guzikami. Kołnierzyk od białej koszuli wywijany był na czerwoną chustę otulającą szyję. Bogatsi nosili szare sukienne ubrania w rodzaju czamarek, obszywane czarnym barankiem, szamerowane zdobniczo z przodu. Głowę okrywano czarnym kapeluszem, z szerokim rondem, zwężającym się lekko ku górze. Zdarzało się zdobienie kapelusza u młodszych mężczyzn rodzajem sprzączki lub aksamitki, zatykanymi za sprzączkę pawimi piórami. Płaszcze przewiązywano włóczkowym pasem, a końce pasa puszczane były po obu stronach.

## Rekonstrukcja stroju
Z inicjatywy Stowarzyszenia Gmin Ziemi Dobrzyńskiej oraz Urzędu Miasta i Gminy Dobrzyń nad Wisłą powstał projekt odtworzenia wizerunku stroju dobrzyńskiego, który opracował doktor Aleksander Błachowski z Torunia. Dnia 22 października 2016 r. została zaprezentowana zrekonstruowana wersja stroju ziemi dobrzyńskiej w Świetlicy Wiejskiej w Sosnowie w ramach projektu zrealizowanego przez Fundację Ziemia Dobrzyńska i Muzeum Ziemi Dobrzyńskiej.